# Campeonato Capixaba Série B 2018
In 2018 werd het 34ste Campeonato Capixaba Série B gespeeld voor voetbalclubs uit de Braziliaanse staat Espírito Santo. De competitie werd georganiseerd door de FES en werd gespeeld van 24 maart tot 9 juni. Rio Branco werd kampioen. 

## Eerste fase
| Plaats | Club             | Wed. | W | G | V | Saldo | Ptn. |
| ------ | ---------------- | ---- | - | - | - | ----- | ---- |
| 1.     | Rio Branco       | 10   | 6 | 3 | 1 | 17:9  | 21   |
| 2.     | Aracruz          | 10   | 6 | 2 | 2 | 20:9  | 20   |
| 3.     | Estrela do Norte | 10   | 5 | 3 | 2 | 17:11 | 18   |
| 4.     | Castelo          | 10   | 5 | 2 | 3 | 22:14 | 14   |
| 5.     | Sport            | 10   | 2 | 0 | 8 | 11:27 | 6    |
| 6.     | Vilavelhense     | 10   | 1 | 0 | 9 | 10:27 | 3    |

|  | Geplaatst voor tweede fase |
|  | Degradatie                 |

## Tweede fase
|  | halve finale     | halve finale | halve finale | halve finale |  |                  | finale | finale | finale | finale |
|  |                  |              |              |              |  |                  |        |        |        |        |
|  |                  |              |              |              |  |                  |        |        |        |        |
|  | Estrela do Norte | 0            | 2            | 2            |  |                  |        |        |        |        |
|  | Aracruz          | 1            | 0            | 1            |  |                  |        |        |        |        |
|  |                  |              |              |              |  | Estrela do Norte | 0      | 1      | 1      |        |
|  |                  |              |              |              |  | Rio Branco       | 1      | 3      | 4      |        |
|  | Castelo          | 1            | 0            | 1            |  |                  |        |        |        |        |
|  | Rio Branco       | 1            | 2            | 3            |  |                  |        |        |        |        |

Details finale 

Heen
|              |                    |       |                |                                                             |
| 6 juni 19:30 | Estrela do Norte   | 0 – 1 | Rio Branco     | Estádio Sumaré, Cachoeiro de Itapemirim Toeschouwers: 2.015 |
| 6 juni 19:30 | Gerlem Willian 40' |       | 77' (pen) Dedé | Estádio Sumaré, Cachoeiro de Itapemirim Toeschouwers: 2.015 |

| Estr. do Norte | Rio Branco |

Terug
|              |                           |       |                    |                                                       |
| 9 juni 15:00 | Rio Branco                | 3 – 1 | Estrela do Norte   | Estádio Kleber Andrade, Cariacica Toeschouwers: 1.769 |
| 9 juni 15:00 | Andinho 33' Rael 47', 51' |       | 89' James Muriçoca | Estádio Kleber Andrade, Cariacica Toeschouwers: 1.769 |

| Rio Branco | Estr. do Norte |

## Kampioen
| Campeonato Capixaba de 2018 - série B |
| Espírito Santo                        |
| ------------------------------------- |
| RIO BRANCO Kampioen (2° titel)        |